# Хиэдзу
Хиэдзу (яп. 日吉津村 Хиэдзу-сон) — село в Японии, находящееся в уезде Сайхаку префектуры Тоттори. Площадь села составляет 4,16 км², население — 3439 человек (1 августа 2014), плотность населения — 826,68 чел./км².

## Географическое положение
Село расположено на острове Хонсю в префектуре Тоттори региона Тюгоку. С ним граничит город Йонаго.

## Население
Население села составляет 3439 человек (1 августа 2014), а плотность — 826,68 чел./км². Изменение численности населения с 1980 по 2005 годы:
| 1980 | 2552 чел. |  |
| 1985 | 2799 чел. |  |
| 1990 | 2830 чел. |  |
| 1995 | 2760 чел. |  |
| 2000 | 2971 чел. |  |
| 2005 | 3073 чел. |  |

## Символика
Деревом села считается Pinus thunbergii, цветком — тюльпан.